# سکاوه (استان اشوی‌داشکسیه)
سکاوه (به لهستانی: Skały) یک منطقهٔ مسکونی در لهستان است که در گمینا نووا سووپیا واقع شده‌است. سکاوه ۱۹۰ نفر جمعیت دارد.